# Laladan
Laladan is een bestuurslaag in het regentschap Lamongan van de provincie Oost-Java, Indonesië. Laladan telt 1460 inwoners (volkstelling 2010).